# 717 Wisibada
717 Wisibada este un asteroid din centura principală, descoperit pe 26 august 1911, de Franz Kaiser.